# Поздєєв Іван Володимирович
Іван Володимирович Поздєєв (рос. Иван Владимирович Поздеев; 7 січня 1985, Усть-Цильма, Комі АРСР — 28 липня 2022, Білогірка, Херсонська область) — російський офіцер, підполковник ПДВ РФ. Герой Російської Федерації.

## Біографія
Закінчив середню школу в Усть-Цильмі. В 2002 року вступив в Рязанське повітряно-десантне командне училище, після закінчення якого служив в різних частинах ПДВ, включаючи 31-шу окрему десантно-штурмову бригаду і 98-у повітрянодесантну дивізію. Учасник інтервенції в Сирію. З 24 лютого 2022 року брав участь у вторгненні в Україну, командир 217-го парашутно-десантного полку. Вбитий снайпером під час рекогностування місцевості. Похований в Пскові.

## Нагороди
Отримав численні нагороди, серед яких:
- Медаль «Генерал армії Маргелов»
- Медаль «За зміцнення бойової співдружності»
- Медаль «За відзнаку у військовій службі» 3-го і 2-го ступеня (15 років)
- Орден Мужності (21 січня 2015)
- Медаль ордена «За заслуги перед Вітчизною»
  - 2-го ступеня з мечами (27 листопада 2020)
  - 1-го ступеня (25 березня 2022)
- Звання «Герой Російської Федерації» (25 серпня 2022, посмертно) — «за героїзм, мужність та відвагу, проявлені під час виконання військового обов'язку.» 13 вересня медаль «Золота зірка» була батькам Поздєєва.